# Lonzac (Erau)
Lonzac (en francès Olonzac) és un poble del Llenguadoc. Administrativament és una comuna del departament de l'Erau a la regió Occitània.